# Limbajul trupului
Limbajul trupului este o formă de comunicare non-verbală mentală și fizică a omului, constând din poziția corpului, gesturi, expresia facială și mișcarea ochilor. Trimiterea și interpretarea acestor semnale se face aproape în întregime în subconștient.
James Borg spunea că limbajul omenesc constă din 93 la sută în comunicare non-verbală, în timp ce doar 7% din comunicare este formată din cuvinte; 
 
Cu toate acestea, Albert Mehrabian, cercetătorul a cărui lucrare din 1960 este sursa acestor statistici, a declarat că asta este o neînțelegere a constatărilor.
.
Alții au afirmat: "Cercetările au sugerat că între 60 și 70 la sută din toate semne sunt derivate din comportamentul non-verbal" (Engleberg) 
Limbajul corpului poate oferi indicii cu privire la atitudinea sau starea de spirit a unei persoane. De exemplu, acesta poate indica agresiune, atenție, plictiseală, relaxare, plăcere, distracție sau intoxicație.

## Înțelegerea limbajului trupului
Tehnica de "citire" a oamenilor este folosită în mod frecvent. De exemplu, ideea de oglindire a limbajului corpului pentru a ușura comunicarea este frecvent utilizată în timpul situațiilor de interviu. Limbajul corpului poate arăta sentimentele altor persoane, care lucrează în schimbul de alte persoane. Oamenii care au un limbaj al corpului ușor de descifrat își pot dezvălui sentimentele și gândurile. Este important de reținut că unii indicatori de emoție (de exemplu, zâmbetul sau râsul atunci când fericit, încruntarea sau plânsul atunci când ești trist) sunt în mare parte universale.Cu toate acestea, în 1990 Paul Ekman a extins lista sa de emoții de bază, inclusiv o gamă largă de emoții pozitive și negative. Nu toate din cele care sunt codificate în mușchi faciali.
Emoțiile nou incluse sunt:
1. Distracția
2. Sfidarea
3. Mulțumirea
4. Jena
5. Surescitarea
6. Vina
7. Mândria
8. Consolarea
9. Satisfacția
10. Plăcerea senzorială
11. Rușinea

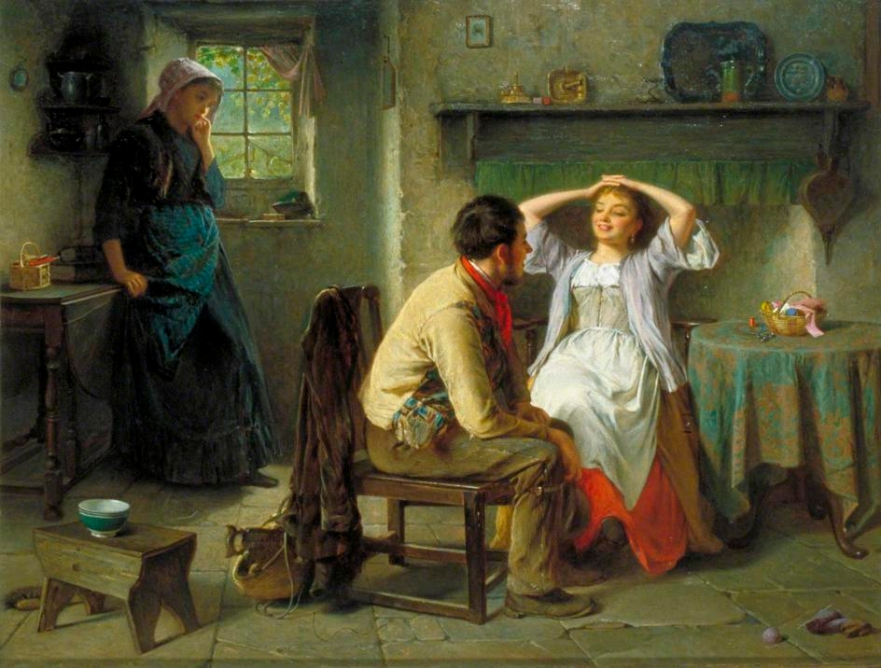
Un studiu în limbajul corpului.

Semnalele limbajul corpului pot avea un alt scop decât comunicarea. Semnalizatorii clarifică semnalele pentru a indica originea biologică a acțiunilor lor. Comunicarea verbală necesită, de asemenea, limbajul corpului pentru a arăta că persoana cu care vorbim ascultă ceea ce vorbim. Aceste semnale pot consta în contactul cu ochii și înclinarea capului pentru a arăta că înțelegem ce a vrut să spună interlocutorul. Alte exemple ar include: căscatul (somnolența) arată lipsă de interes pentru subiectul conversației. Artiștii de pantomimă utilizează aceste tehnici de a comunica spectacole întregi fără a spune niciun cuvânt.

### Expresia fizică
Expresiile fizice cum ar fi legănarea mâinii în semn de salut, arătarea cu degetul, atingerea, aplecarea sunt exemple de forme de comunicare nonverbală. Oamenii muta corpurile lor în timpul comunicării, deoarece, așa cum au arătat cercetările, acesta ajută la ușurarea efortului mental atunci când comunicarea este dificilă. Utilizarea expresiilor fizice dezvăluie multe lucruri despre persoană. De exemplu, gesturile pot evidenția un punct de vedere sau un mesaj, postura poate dezvălui interesul sau, dimpotrivă, plictiseala, iar atingerea poate transmite încurajare sau prudență.

#### Contactul vizual
Contactul vizual consecvent poate indica faptul că o persoană se gândește pozitiv la ceea ce spune vorbitorul. Aceasta poate însemna, de asemenea, faptul că cealaltă persoană nu are suficientă încredere în ceea ce spune vorbitorul, pentru a își „lua ochii” de la acesta. Lipsa de contact vizual poate indica negativitate. Pe de altă parte, persoanele cu tulburări de anxietate sunt adesea în imposibilitatea de a avea contact vizual, fără disconfort. Contactul vizual poate fi, de asemenea, un gest secundar și înșelător, deoarece normele culturale legate de acesta variază foarte mult. Dacă o persoană se uită la tine, dar face gestul de încrucișare a brațelor de-a lungul pieptului, contactul vizual ar putea fi un indicator că există ceva care deranjează persoana, și că el vrea să vorbească despre aceasta. Sau, dacă o persoană este neliniștită sau neatentă, chiar și în timp ce se uită la tine direct, ar putea indica faptul că atenția îi este în altă parte.
De asemenea, există trei zone standard care caracterizează o persoană în funcție de setările contactului vizual: 
- Dacă persoana privește de la un ochi la altul, apoi la frunte, aceasta indică o poziție de autoritate.
- În cazul în care privește de la un ochi la altul, apoi la nas, aceasta semnalează faptul că nu consideră a fi o "conversație la un nivel superior" pentru niciuna dintre părți.
- Ultimul caz este de la un ochi la altul și apoi în jos pentru a privi in zona buzelor. Aceasta este o indicație puternică a sentimentelor romantice.

Neîncrederea în interlocutor este adesea indicată de evitarea privirii, sau prin atingerea cu privirea a urechilor sau a bărbiei. Atunci când o persoană nu este convinsă de ceea ce spune cineva, atenția sa este invariabilă, iar ochii privesc la o distanță mai mare.
Plictiseala este indicată de înclinarea capului într-o parte, sau de ochii care privesc direct la vorbitor, dar privirea devine ușor nefocalizată. Un cap înclinat poate indica, de asemenea, un gât inflamat, încredere sau un sentiment de siguranță (o parte a gâtului devine descoperită, deci vulnerabilă). Este practic imposibil să se încline capul în fața cuiva în care nu avem încredere sau ne sperie, sau când avem tulburări de vedere. De asemeni, ochii neconcentrați pot indica probleme oculare ale ascultătorului.
Interesul poate fi indicat prin contactul vizual prelungit, dar și printr-o poziție a ascultătorului de a sta în picioare și de a asculta în mod corespunzător.
Minciuna sau omisiunea de informații pot fi indicate prin atingerea feței în timpul conversației. De asemeni, și clipitul în exces este un indicator bine-cunoscut al mințirii.
O expresie facială aspră sau inexpresivă indică adesea ostilitate.
Interpretarea gesturilor și expresiilor faciale (sau lipsei acestora), în contextul limbajul corpului, poate duce la neînțelegeri și interpretări greșite (mai ales în cazul în care limbajul corpului este însoțit de limbajul vorbit). De asemenea, oamenii din diferite culturi pot interpreta limbajul corpului în moduri diferite.

#### Alte semnale ale limbajului corpului
Unul dintre cele mai de bază și puternice semnale ale limbajului corpului este atunci când o persoană își încrucișează brațele peste piept. 

Acest lucru poate indica intenția subconștientă de a pune o barieră între acea persoană și pe alți oameni. Cu toate acestea, încrucișarea brațelor mai poate însemna și faptul că brațele persoanei sunt reci, ceea ce ar putea fi întărit prin frecarea sau strângerea brațelor. Atunci când atmosfera generală este amiabilă, aceasta mai poate însemna că o persoană se gândește profund la ceea ce se discută, dar într-o situație tensionată, aceasta poate însemna că o persoană își exprimă opoziția. Acest lucru este cu atât mai mult în cazul în care persoana este la o distanță mai mare de vorbitor.
În tabelul următor, găsim alte semnale ale limbajului corpului.
| Limbajul corpului                                   | Indicație                                                               | Interpretare alternativă                                   |
| --------------------------------------------------- | ----------------------------------------------------------------------- | ---------------------------------------------------------- |
| Apăsând degetele ( trosnit degete)                  | Plictisit, anxios sau agitat                                            | Obișnuință                                                 |
| Joaca cu degetele                                   | Plictiseala sau are ceva de spus                                        | Obișnuință                                                 |
| Joaca cu obiecte (de ex. pix)                       | Plictiseală sau are ceva de spus                                        | Obișnuință                                                 |
| Brate deschise sau palme la vedere                  | Arata incredere si interes                                              | Invită și pe alții să își spună opinia                     |
| Acoperirea unei mâini cu cealaltă                   | Insecuritate, sentimente contradictorii                                 | Mâini reci                                                 |
| Agățarea de obiecte                                 | Confuzie și insecuritate                                                | Respectivul obiect e important                             |
| Mâini strânse                                       | Defensivă                                                               | Pozitie obișnuită                                          |
| Pumn strâns                                         | Agresivitate, iritare                                                   | Ține ceva strans în pumn                                   |
| Strângere de mână fermă                             | Incredere                                                               | Obișnuință                                                 |
| Strângere de mână slabă                             | Nervozitate, timiditate                                                 | Are mâna rănită                                            |
| Rosul unghiilor                                     | Nervozitate                                                             | Obișnuință                                                 |
| A-și frânge mâinile                                 | Nervozitate                                                             | Obișnuință                                                 |
| Uitatul la ceas                                     | Plictiseală                                                             | Trebuie să se încadreze în timp                            |
| Bătutul din picior în scaun sau alte obiecte        | Relaxare, autoritate sau posesie                                        | Obișnuință                                                 |
| Bătut din picior                                    | Nerăbdare sau atenție distrasă                                          | Obișnuință                                                 |
| Mișcarea continuă a picioarelor                     | Nervozitate, îngrijorare, stres sau furie                               | Nu poate sta liniștit                                      |
| Statul cu picioarele încrucișate către interlocutor | Relaxare, incredere si atentie catre persoana/subiect                   | Obișnuință                                                 |
| Picioare încrucișate în directia usii               | Ar dori să iasă afară                                                   | Obișnuință                                                 |
| Picioarele larg depărtate                           | Siguranță, încredere în sine, lider                                     | Dezinteres                                                 |
| Jucatul picioarelor cu încălțămintea                | Atracție fizică                                                         | Obișnuință                                                 |
| Bătut în podea                                      | Nervozitate                                                             | A stat prea mult timp jos                                  |
| Bărbia sau obrazul sprijinit de palmă               | Plictiseală sau dezinteres                                              | Oboseală                                                   |
| Privit peste rama ochelarilor                       | Atentie, seriozitate sau atitudine critică                              | Probleme cu vederea                                        |
| Împinsul ochelarilor pe nas                         | Gânduri profunde                                                        | Probleme cu nasul sau ochelari nepotriviți                 |
| Atingere în zona nasului                            | Gânduri negative sau dubii                                              | Obișnuință sau senzații, probleme în zona nasului          |
| Atingere în zona urechilor                          | Nesiguranta sau cantarirea unor posibilitati                            | Probleme în zona urechilor                                 |
| Dat din cap repede                                  | Impacientat/ă sau dorește să adauge ceva conversației                   | Ascultă muzică                                             |
| Dat din cap încet                                   | Interes, validarea comentariilor sau încurajare                         | Ascultă muzică                                             |
| Buze strânse                                        | Dezaprobare sau dorește să încheie conversatia                          | Buze crăpate                                               |
| Buze strânse și obraji ridicați                     | Agresivitate                                                            | Mimica obișnuită                                           |
| Mușcatul buzelor                                    | Lipsa de încredere în sine, rusinare                                    | Obișnuință                                                 |
| Pune mâna la gură                                   | Ascunde o mimă, vorbit fără ca alții să audă sau indicarea unei greșeli | Ascunderea unui strănuit, căscat                           |
| Sprâncene ridicate                                  | Surpriză                                                                | Încercare de focalizare a privirii                         |
| Ochii larg deschiși                                 | Mirare                                                                  | Mediile întunecate declanșează deschiderea largă a ochilor |
| Frunte ridicata                                     | Incercare de reamintire sau plans                                       | Se uita în sus                                             |
| Privit la distanță                                  | Încercare de reamintire                                                 | Se uită la ceva anume                                      |
| Tușit                                               | Nervozitate sau dorește să spună ceva                                   | Răceală                                                    |
| Scoaterea ochelarilor si curățarea lor              | Dorește timp înainte de a continua                                      | Ochelari murdari                                           |
| Sprâncene relaxate                                  | Confort                                                                 | -                                                          |
| Sprâncene încruntate                                | Confuzie, tensiune sau teama                                            | Obișnuință                                                 |
| Lăsat pe spate cu mâinile la ceafă                  | Confort                                                                 | Obișnuință                                                 |
| Clipit                                              | Secret sau moment împărtășit                                            | Ochi uscați                                                |
| Masarea tâmplelor                                   | Anxietate                                                               | Durere de cap                                              |
| Respirat mai repede                                 | Nervozitate sau furie                                                   | Tocmai ce a terminat exercițiile fizice                    |
| Inspirație prelungă                                 | Dorește să întrerupă conversația                                        | Lipsa de aer                                               |
| Respirat usor                                       | Relaxare si confort                                                     | Probleme de respirație                                     |
| Umeri aplecați în față                              | Lipsa de interes sau se sinte în inferioritate                          | Oboseală                                                   |
| Aranjatul cravatei                                  | Insecuritate sau dorește să impresioneze                                | Cravata are nevoie de ajustare                             |
| Umeri tensionați                                    | Ingrijorare                                                             | Postura obișnuită                                          |
| Umerii la nivele diferite                           | Nehotarare în legatura cu actiunile urmatoare                           | Postura obișnuită                                          |
| Postura rigidă a corpului                           | Anxietate                                                               | Postura obișnuită                                          |
| Stat liniștit/ă                                     | Interes fata de ce se spune si se face                                  | Oboseală                                                   |

## Răspândirea comunicării non-verbale
Diferite studii au descoperit cantitati diferite, cu unele studii care arată că o comunicare facială este considerată de 4,3 ori mai des folosită decât sensul verbal al comunicării verbale care o însoțește, iar comunicarea verbală într-un ton neutru are de 4 ori mai multe șanse de a fi înțeleasă decât o expresie facială inexpresivă. Albert Mehrabian este de remarcat pentru că a găsit ”regula 7% -38% -55%” (adică, într-o conversație, ponderea importanței este 7% comunicare verbală, 38% tonul, 55% expresia feței), ceea ce denotă cât de mult se presupune comunicare a fost conferită prin cuvinte, ton, și limbajului non-verbal (expresia facială, în acest caz).

Diagrama lui Edward T. Hall a reacțiilor personale (1966)

## Proxemică
Introdus de Edward T. Hall în 1966, termenul proxemică este studiul distanțelor măsurabile între oameni în care acestea interacționează între ei. Distanța dintre oameni într-o situație socială dezvăluie adesea informații despre tipul de relație între persoanele implicate.
1. Intimitatea fizică variază între 18-46 de centimetri, și este rezervată pentru îndrăgostiți, copii, membrii familiei și prieteni foarte apropiați, și, de asemenea, animale de companie.
2. Distanța personală începe de la aproximativ lungime de braț distanță (46 cm) de persoană și până la aproximativ 122 centimetri distanță. Acest spațiu este utilizat în conversațiile cu prietenii, cu asociații, și în discuțiile de grup.
3. Distanța socială (1,2 m - 2,4 m) distanță este rezervată străinilor, grupurilor nou formate și noilor cunoștințe.
4. Distanța publică (peste 2,4 m), este utilizată pentru discursuri, prelegeri, și teatru. Distanța publică este, esență, intervalul rezervat pentru un public mai larg.[11]

Gradul de proximitate variază în funcție de cultură.

## Gesturi neintenționate
Începând din anii 1960, a existat un interes uriaș în studierea indiciilor comportamentale care ar putea fi utile pentru dezvoltarea unui sistem om-mașină interactive si adaptiv. Gesturile neintenționate ale omului, cum ar fi frecarea ochiilor, relaxarea bărbiei, atingerea buzelor, mâncărimea nasului, scarpinarea capului sau a urechilor, încrucișarea brațelor, precum și blocarea degetelor au fost asociate cu transmiterea unor informații utile în contexte specifice.
Există, de asemenea, un interes uriaș în procesul de învățare pentru a evita orice gest neintenționat care ar putea lăsa o impresie negativă asupra privitorilor. Un număr mare de oameni au început să participe la sesiuni speciale cu privire la controlarea comportamentului corpului și consultarea unor experți sociologi.
Buna învățare a limbajului corpului este importantă în interacțiune, în orice fel de comunitate globală.